# Márk Mizsér
Márk Mizsér (31 de enero de 2003) es un deportista húngaro que compite en piragüismo en la modalidad de aguas tranquilas. Ganó una medalla de bronce en el Campeonato Europeo de Piragüismo de 2022, en la prueba de K4 1000 m.

## Palmarés internacional
| Campeonato Europeo | Campeonato Europeo | Campeonato Europeo | Campeonato Europeo |
| Año                | Lugar              | Medalla            | Competición        |
| ------------------ | ------------------ | ------------------ | ------------------ |
| 2022               | Múnich (Alemania)  | Medalla de bronce  | K4 1000 m          |